# Heligmomerus prostans
Heligmomerus prostans är en spindelart som beskrevs av Simon 1892. Heligmomerus prostans ingår i släktet Heligmomerus och familjen Idiopidae. Inga underarter finns listade i Catalogue of Life.